# Жан Лонге
Жан Лоран Фредерік Лонге (фр. Jean-Laurent-Frederick Longuet; 10 травня 1876, Лондон — 11 вересня 1938, Екс-ле-Бен) — французький лівий політичний діяч, член Французької секції робітничого интернаціонала (СФИО, пізніше Соціалістична партіїя) і редактор «L'Humanité». Син Женні і Шарля Лонге (онук Карла Маркса), батько Карла-Жана і Робера-Жана Лонге. Голосував проти вступу СФИО у Комінтерн, підтримував Венський («двухсполовинний») Інтернаціонал.